# 누노세촌
누노세촌(일본어: 布忍村)은 일본 오사카부 나카카와치군에 있던 촌이다. 현재의 마쓰바라시 히가시신정·미나미신정·호쿠신정에 해당한다.

## 역사
- 1889년 4월 1일 - 정촌제 시행에 의해 단보쿠군 5개 촌의 구역을 가지고 성립하였다.
- 1896년 4월 1일 - 군 통합에 의해 나카카와치군이 성립하였다.
- 1955년 2월 1일 - 마쓰바라정, 아마미정, 에가촌, 미야케촌과 합병해, 마쓰바라시가 성립하여, 동일 누노세촌은 폐지되었다

## 인구
1930년 발간된 『시정실록 개정 제2판』에 따르면, 세대수 555호, 인구 2796명

## 교통

### 철도
- 긴키 닛폰 철도
  - 긴테쓰 미나미오사카선

## 참고문헌
- 角川日本地名大辞典 27 大阪府